# Distrito de Caen
El distrito de Caen es un distrito (en francés arrondissement) de Francia, que se localiza en el departamento de Calvados, de la región de Normandía (en francés Basse-Normandie). Cuenta con 24 cantones y 287 comunas.

## División territorial

### Cantones
Los cantones del distrito de Caen son:
1. Cantón de Bourguébus
2. Cantón de Bretteville-sur-Laize
3. Cantón de Cabourg
4. Cantón de Caen-1
5. Cantón de Caen-2
6. Cantón de Caen-3
7. Cantón de Caen-4
8. Cantón de Caen-7
9. Cantón de Caen-8
10. Cantón de Caen-9
11. Cantón de Caen-10
12. Cantón de Caen-Hérouville (Caen-6)
13. Cantón de Creully
14. Cantón de Douvres-la-Délivrande
15. Cantón de Évrecy
16. Cantón de Falaise-Nord
17. Cantón de Falaise-Sud
18. Cantón de Hérouville-Saint-Clair (Caen-5)
19. Cantón de Morteaux-Couliboeuf
20. Cantón de Ouistreham
21. Cantón de Thury-Harcourt
22. Cantón de Tilly-sur-Seulles
23. Cantón de Troarn
24. Cantón de Villers-Bocage

### Comunas
| 1. Acqueville (14002)                | 2. Airan (14005)                       | 3. Amayé-sur-Orne (14006)              | 4. Amayé-sur-Seulles (14007)                |
| 5. Amblie (14008)                    | 6. Amfreville (14009)                  | 7. Angoville (14013)                   | 8. Anguerny (14014)                         |
| 9. Anisy (14015)                     | 10. Argences (14020)                   | 11. Aubigny (14025)                    | 12. Audrieu (14026)                         |
| 13. Authie (14030)                   | 14. Avenay (14034)                     | 15. Banneville-la-Campagne (14036)     | 16. Banneville-sur-Ajon (14037)             |
| 17. Barbery (14039)                  | 18. Baron-sur-Odon (14042)             | 19. Barou-en-Auge (14043)              | 20. Basly (14044)                           |
| 21. Bavent (14046)                   | 22. Beaumais (14053)                   | 23. Bellengreville (14057)             | 24. Bernières-d'Ailly (14064)               |
| 25. Bernières-sur-Mer (14066)        | 26. Billy (14074)                      | 27. Biéville-Beuville (14068)          | 28. Blainville-sur-Orne (14076)             |
| 29. Bonnemaison (14084)              | 30. Bonnoeil (14087)                   | 31. Bons-Tassilly (14088)              | 32. Bougy (14089)                           |
| 33. Boulon (14090)                   | 34. Bourguébus (14092)                 | 35. Bretteville-l'Orgueilleuse (14098) | 36. Bretteville-le-Rabet (14097)            |
| 37. Bretteville-sur-Laize (14100)    | 38. Bretteville-sur-Odon (14101)       | 39. Brouay (14109)                     | 40. Bréville-les-Monts (14106)              |
| 41. Bénouville (14060)               | 42. Bény-sur-Mer (14062)               | 43. Le Bô (14080)                      | 44. Le Bû-sur-Rouvres (14116)               |
| 45. Cabourg (14117)                  | 46. Caen (14118)                       | 47. Cagny (14119)                      | 48. La Caine (14122)                        |
| 49. Cairon (14123)                   | 50. Cambes-en-Plaine (14125)           | 51. Campandré-Valcongrain (14128)      | 52. Canteloup (14134)                       |
| 53. Carcagny (14135)                 | 54. Carpiquet (14137)                  | 55. Caumont-sur-Orne (14144)           | 56. Cauvicourt (14145)                      |
| 57. Cauville (14146)                 | 58. Cesny-Bois-Halbout (14150)         | 59. Cesny-aux-Vignes-Ouézy (14149)     | 60. Cheux (14157)                           |
| 61. Chicheboville (14158)            | 62. Cintheaux (14160)                  | 63. Clinchamps-sur-Orne (14164)        | 64. Clécy (14162)                           |
| 65. Cléville (14163)                 | 66. Colleville-Montgomery (14166)      | 67. Colombelles (14167)                | 68. Colomby-sur-Thaon (14170)               |
| 69. Combray (14171)                  | 70. Condé-sur-Ifs (14173)              | 71. Conteville (14176)                 | 72. Cordey (14180)                          |
| 73. Cormelles-le-Royal (14181)       | 74. Cossesseville (14183)              | 75. Coulombs (14186)                   | 76. Courcy (14190)                          |
| 77. Courseulles-sur-Mer (14191)      | 78. Courvaudon (14195)                 | 79. Cresserons (14197)                 | 80. Creully (14200)                         |
| 81. Cristot (14205)                  | 82. Crocy (14206)                      | 83. Croisilles (14207)                 | 84. Culey-le-Patry (14211)                  |
| 85. Cully (14212)                    | 86. Curcy-sur-Orne (14213)             | 87. Cuverville (14215)                 | 88. Damblainville (14216)                   |
| 89. Donnay (14226)                   | 90. Douvres-la-Délivrande (14228)      | 91. Ducy-Sainte-Marguerite (14232)     | 92. Démouville (14221)                      |
| 93. Le Détroit (14223)               | 94. Eraines (14244)                    | 95. Ernes (14245)                      | 96. Escoville (14246)                       |
| 97. Espins (14248)                   | 98. Esquay-Notre-Dame (14249)          | 99. Esson (14251)                      | 100. Estrées-la-Campagne (14252)            |
| 101. Falaise (14258)                 | 102. Feuguerolles-Bully (14266)        | 103. Fierville-Bray (14268)            | 104. Fleury-sur-Orne (14271)                |
| 105. Fontaine-Henry (14275)          | 106. Fontaine-le-Pin (14276)           | 107. Fontaine-Étoupefour (14274)       | 108. Fontenay-le-Marmion (14277)            |
| 109. Fontenay-le-Pesnel (14278)      | 110. Fourches (14283)                  | 111. Fourneaux-le-Val (14284)          | 112. Le Fresne-Camilly (14288)              |
| 113. Fresney-le-Puceux (14290)       | 114. Fresney-le-Vieux (14291)          | 115. Fresné-la-Mère (14289)            | 116. Frénouville (14287)                    |
| 117. Garcelles-Secqueville (14294)   | 118. Gavrus (14297)                    | 119. Giberville (14301)                | 120. Gonneville-en-Auge (14306)             |
| 121. Goupillières (14307)            | 122. Gouvix (14309)                    | 123. Grainville-Langannerie (14310)    | 124. Grainville-sur-Odon (14311)            |
| 125. Grentheville (14319)            | 126. Grimbosq (14320)                  | 127. Hamars (14324)                    | 128. Hermanville-sur-Mer (14325)            |
| 129. La Hoguette (14332)             | 130. Hubert-Folie (14339)              | 131. Hérouville-Saint-Clair (14327)    | 132. Hérouvillette (14328)                  |
| 133. Ifs (14341)                     | 134. Les Isles-Bardel (14343)          | 135. Janville (14344)                  | 136. Jort (14345)                           |
| 137. Juvigny-sur-Seulles (14348)     | 138. Laize-la-Ville (14349)            | 139. Landes-sur-Ajon (14353)           | 140. Langrune-sur-Mer (14354)               |
| 141. Lantheuil (14355)               | 142. Lasson (14356)                    | 143. Leffard (14360)                   | 144. Lion-sur-Mer (14365)                   |
| 145. Le Locheur (14373)              | 146. Les Loges-Saulces (14375)         | 147. Longvillers (14379)               | 148. Loucelles (14380)                      |
| 149. Louvagny (14381)                | 150. Louvigny (14383)                  | 151. Luc-sur-Mer (14384)               | 152. Magny-la-Campagne (14386)              |
| 153. Maisoncelles-Pelvey (14389)     | 154. Maisoncelles-sur-Ajon (14390)     | 155. Maizet (14393)                    | 156. Maizières (14394)                      |
| 157. Maltot (14396)                  | 158. Le Marais-la-Chapelle (14402)     | 159. Martainville (14404)              | 160. Martigny-sur-l'Ante (14405)            |
| 161. Martragny (14406)               | 162. Mathieu (14407)                   | 163. May-sur-Orne (14408)              | 164. Merville-Franceville-Plage (14409)     |
| 165. Meslay (14411)                  | 166. Le Mesnil-Patry (14423)           | 167. Le Mesnil-Villement (14427)       | 168. Le Mesnil-au-Grain (14412)             |
| 169. Missy (14432)                   | 170. Mondeville (14437)                | 171. Mondrainville (14438)             | 172. Montigny (14446)                       |
| 173. Monts-en-Bessin (14449)         | 174. Morteaux-Couliboeuf (14452)       | 175. Mouen (14454)                     | 176. Moulines (14455)                       |
| 177. Moult (14456)                   | 178. Les Moutiers-en-Auge (14457)      | 179. Les Moutiers-en-Cinglais (14458)  | 180. Mutrécy (14461)                        |
| 181. Noron-l'Abbaye (14467)          | 182. Norrey-en-Auge (14469)            | 183. Noyers-Bocage (14475)             | 184. Olendon (14476)                        |
| 185. Ouffières (14483)               | 186. Ouilly-le-Tesson (14486)          | 187. Ouistreham (14488)                | 188. Parfouru-sur-Odon (14491)              |
| 189. Perrières (14497)               | 190. Pertheville-Ners (14498)          | 191. Petiville (14499)                 | 192. Pierrefitte-en-Cinglais (14501)        |
| 193. Pierrepont (14502)              | 194. Placy (14505)                     | 195. Plumetot (14509)                  | 196. La Pommeraye (14510)                   |
| 197. Pont-d'Ouilly (14764)           | 198. Potigny (14516)                   | 199. Poussy-la-Campagne (14517)        | 200. Préaux-Bocage (14519)                  |
| 201. Putot-en-Bessin (14525)         | 202. Périers-sur-le-Dan (14495)        | 203. Ranville (14530)                  | 204. Rapilly (14531)                        |
| 205. Reviers (14535)                 | 206. Rocquancourt (14538)              | 207. Rosel (14542)                     | 208. Rots (14543)                           |
| 209. Rouvres (14546)                 | 210. Rucqueville (14548)               | 211. Saint-Agnan-le-Malherbe (14553)   | 212. Saint-Aignan-de-Cramesnil (14554)      |
| 213. Saint-André-sur-Orne (14556)    | 214. Saint-Aubin-d'Arquenay (14558)    | 215. Saint-Aubin-sur-Mer (14562)       | 216. Saint-Contest (14566)                  |
| 217. Saint-Denis-de-Méré (14572)     | 218. Saint-Gabriel-Brécy (14577)       | 219. Saint-Germain-Langot (14588)      | 220. Saint-Germain-la-Blanche-Herbe (14587) |
| 221. Saint-Germain-le-Vasson (14589) | 222. Saint-Lambert (14602)             | 223. Saint-Laurent-de-Condel (14603)   | 224. Saint-Louet-sur-Seulles (14607)        |
| 225. Saint-Manvieu-Norrey (14610)    | 226. Saint-Martin-de-Fontenay (14623)  | 227. Saint-Martin-de-Mieux (14627)     | 228. Saint-Martin-de-Sallen (14628)         |
| 229. Saint-Omer (14635)              | 230. Saint-Ouen-du-Mesnil-Oger (14637) | 231. Saint-Pair (14640)                | 232. Saint-Pierre-Canivet (14646)           |
| 233. Saint-Pierre-du-Bû (14649)      | 234. Saint-Pierre-du-Jonquet (14651)   | 235. Saint-Rémy (14656)                | 236. Saint-Sylvain (14659)                  |
| 237. Saint-Vaast-sur-Seulles (14661) | 238. Sainte-Croix-Grand-Tonne (14568)  | 239. Sainte-Honorine-du-Fay (14592)    | 240. Sallenelles (14665)                    |
| 241. Sannerville (14666)             | 242. Sassy (14669)                     | 243. Secqueville-en-Bessin (14670)     | 244. Soignolles (14674)                     |
| 245. Soliers (14675)                 | 246. Soulangy (14677)                  | 247. Soumont-Saint-Quentin (14678)     | 248. Tessel (14684)                         |
| 249. Thaon (14685)                   | 250. Thury-Harcourt (14689)            | 251. Tilly-la-Campagne (14691)         | 252. Tilly-sur-Seulles (14692)              |
| 253. Touffréville (14698)            | 254. Tournay-sur-Odon (14702)          | 255. Tournebu (14703)                  | 256. Tourville-sur-Odon (14707)             |
| 257. Tracy-Bocage (14708)            | 258. Troarn (14712)                    | 259. Trois-Monts (14713)               | 260. Tréprel (14710)                        |
| 261. Urville (14719)                 | 262. Ussy (14720)                      | 263. Vacognes-Neuilly (14721)          | 264. Varaville (14724)                      |
| 265. Vaux-sur-Seulles (14733)        | 266. Vendes (14734)                    | 267. Vendeuvre (14735)                 | 268. Versainville (14737)                   |
| 269. Verson (14738)                  | 270. Le Vey (14741)                    | 271. Vicques (14742)                   | 272. Vieux (14747)                          |
| 273. Vieux-Fumé (14749)              | 274. Vignats (14751)                   | 275. Villers-Bocage (14752)            | 276. Villers-Canivet (14753)                |
| 277. La Villette (14756)             | 278. Villons-les-Buissons (14758)      | 279. Villy-Bocage (14760)              | 280. Villy-lez-Falaise (14759)              |
| 281. Vimont (14761)                  | 282. Émiéville (14237)                 | 283. Épaney (14240)                    | 284. Épinay-sur-Odon (14241)                |
| 285. Épron (14242)                   | 286. Éterville (14254)                 | 287. Évrecy (14257)                    |                                             |